# Secor (Illinois)
Pour les articles homonymes, voir Secor.
Secor est un village situé au centre du comté de Woodford, dans l'Illinois, aux États-Unis,. Il est incorporé le 7 juillet 1903.

## Démographie
Lors du recensement de 2010, le village comptait une population de 373 habitants. Elle est estimée, en 2016, à 368 habitants.

### Source de la traduction
- (en) Cet article est partiellement ou en totalité issu de l’article de Wikipédia en anglais intitulé « Secor, Illinois » (voir la liste des auteurs).